# Tupoljev Tu-95LAL
Tupoljev Tu-119 tudi Tu-95LAL, (rusko Летающая Атомная Лаборатория – Letajašučuja Atomnaja Laboratorija – leteči jedrski laboratorij) je bilo sovjetsko eksperimentalno letalo, ki je testiralo uporabo jedrskega reaktorja za pogon. Letalo je sicer imelo tudi štiri turbopropelerske motorje Kuznecov NK-12. Samo letalo je zasnovano na podlagi strateškega bombnika Tupoljev Tu-95.
Namen je bil zgraditi letalo, ki bi imelo praktično neomejen dolet in čas leta. Poleg tehničnih težav je bil velik problem tudi zaščita posadke pred radioaktivnim sevanjem. Sovjetski inženirji so izbrali konfiguracijo z direktnim ciklom (brez izmenjevalnika toplote). Razmišljali so o več različni izvedbah motorja: potisna cev (ramjet), turboreaktivna in turbopropelerska.
Če bi vstopil v serijsko proizvodnjo (kot bombnik) bi imel oznako Tu-119. Njegov ameriški analog je Convair NB-36H.

## Specifikacije(Tu-95LAL)
Opomba: specifikacije so za Tu-95MS, ki so identične na Tu-95LAL
Podatki iz Combat Aircraft since 1945
Splošne karakteristike
- Dolžina: 46,2 m (151 ft 6 in)
- Razpon kril: 50,10 m (164 ft 5 in)
- Višina: 12,12 m (39 ft 9 in)
- Površina kril: 310 m² (3330 ft²)
- Pogon letala: 4 ×  turbopropi Kuznecov NK-12M, 11000 kW (14800 KM)  vsak

 Zmogljivost 